# یواس‌اس الوس(۱۸۶۴)
یواس‌اس الوس(۱۸۶۴) (به انگلیسی: USS Eolus (1864)) یک کشتی است که طول آن ۱۴۰ فوت (۴۳ متر) می‌باشد. این کشتی در سال ۱۸۶۴ ساخته شد.